# Апаранське водосховище
Апаранське водосховище (вірм. Ապարանի ջրամբար) — четверте за розмірами водосховище у Вірменії. Водосховище збудовано в 1962–1967 роках на річці Касах та розташоване неподалік від міста Апаран марзу (області) Арагацотн. Площа 7,9 км² (дані на початок 1990-х). Використовується для зрошення.
У 2002 році була закінчена реконструкція водосховища, в ході якої з метою запобігання повеней споруджений новий водоспускний канал, укріплені опорні спорудження гребель, що збільшило обсяг водотоннажності сховища з 15 до 30 млн м³. На реконструкцію водосховища було витрачено близько 1 млн доларів.